# 보트커 엔드레
보트커 엔드레(헝가리어: Botka Endre, 1994년 8월 25일 ~ )는 헝가리의 프로 축구 선수로 페렌츠바로시 TC와 헝가리 국가대표팀에서 라이트백으로 활약하고 있다.

## 구단 경력

### 페렌츠바로시
2020년 2월, 그는 페렌츠바로시와 비공개 계약 연장 계약을 체결했다.
2020년 6월 16일, 2019-20년 넴제티 버이녹샤그 I 시즌 30번째 경기일에 열린 히데쿠티 난도르 슈타디온에서 혼베드를 꺾고 페렌츠바로시 소속으로 챔피언에 올랐다.
2020년 9월 29일, 그는 2020-21년 UEFA 챔피언스리그 조별 리그에서 몰데를 3-3으로 꺾고 우승을 차지한 페렌츠바로시의 일원이 되었다.
2021년 4월 20일, 그는 페렌츠바로시와 함께 2020-21년 넴제티 버이녹샤그 I 시즌을 그루파마 아레나에서 숙적 우이페슈트를 3-0으로 꺾고 우승했다. 골은 미르토 우즈니 (3분과 77분)와 토크막 응구엔 (30분)이 기록했다.
2023년 5월 5일, 그는 페렌츠바로시와 함께 2022-23년 넴제티 버이녹샤그 I에서 30번째 경기인 보지크 아레나에서 열린 혼베드와의 경기에서 1-0으로 패하며 우승을 차지했다.
2024년 4월 20일, 페렌츠바로시-키슈바르더 조는 2023-24년 시즌 넴제티 버이녹샤그 I의 29번째 경기일에 그루파마 아레나에서 무득점 무승부를 기록하며 페렌츠바로시의 35번째 우승을 의미했다.
2024년 5월 15일, 푸슈카시 아레나에서 열린 2024년 마자르 쿠파 결승전에서 퍽시에게 2-0으로 패했다.

## 국가대표팀 경력
2015년 9월, 그는 루마니아와 북아일랜드와의 UEFA 유로 2016 예선 전을 위해 헝가리 국가대표팀에 처음으로 차출되었다.
2021년 6월 1일, 보트커는 일정이 변경된 UEFA 유로 2020 대회에서 헝가리 국가대표로 최종 26명의 선수단에 포함되었다.
2024년 5월 14일, 보트커는 헝가리의 UEFA 유로 2024 선수단에 이름을 올렸다.